# البعثة النبوية
قبل بلوغه الأربعين من العمر وتكليفه بالرسالة، عرف محمد ﷺ رسول ونبي الإسلام كمثال للكمال البدني والفكري والخلقي، حسبما يذكر مكسيم رودينسون في كتابه محمد. أخلاقه الحميدة أكسبته احترام الجميع، كما عرف برفضه لعبادة الأصنام والممارسات الوثنية التي كانت مكة أحد مراكزها في المنطقة. ومنذ بداية الدعوة المحمدية كانت زوجته خديجة تسانده في دعوته. بدأت الدعوة بمخاطبة الأهل والأصحاب بموضوع هذا الدين الجديد المكمل والمتمم لما سبقه. فاقتنع به البعض وساند محمد ﷺ فيه وأعرض عنه الآخرون.

## نزول الوحي

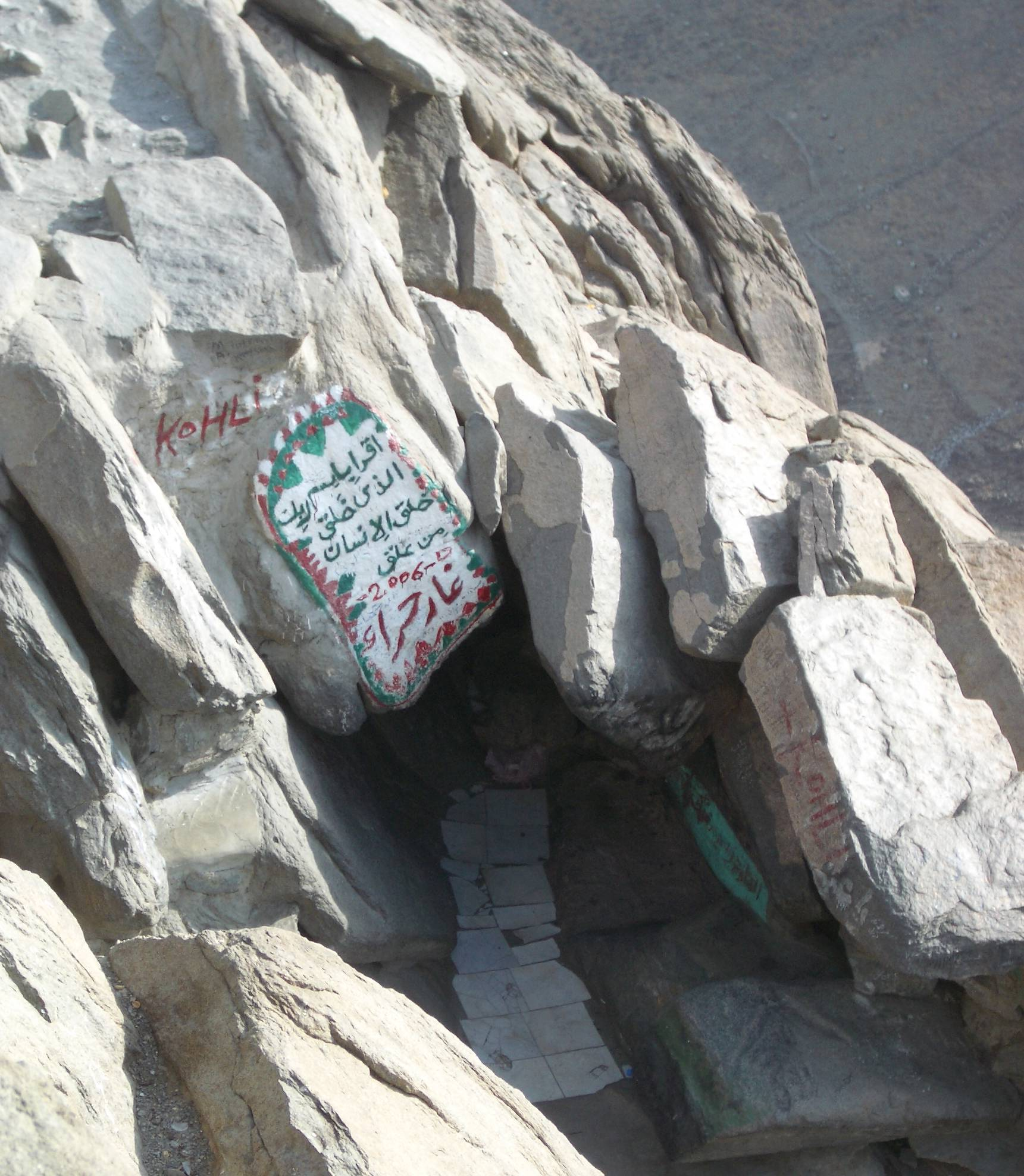
غار حراء، حيث يؤمن المسلمون أن وحيا من الله نزل إلى محمد هناك

كان محمد يذهب إلى غار حراء في جبل النور على بعد نحو ميلين من مكة فيأخذ معه السويق والماء فيقيم فيه شهر رمضان. وكان يختلي فيه قبل نزول القرآن عليه بواسطة أمين الوحي جبريل ويقضى وقته في التفكر والتأمل.
تذكر كتب السيرة النبوية أن الوحي نزل لأول مرّة على محمد ﷺ وهو في غار حراء، حيث جاء الوحي جبريل، فقال: اقرأ، قال:«ما أنا بقارئ» - أي لا أعرف القراءة، قال:«فأخذني فغطَّني حتى بلغ مني الجهد، ثم أرسلني» فقال: اقرأ، قلت:«ما أنا بقارئ»، قال:«فأخذني فغطَّني الثانية حتى بلغ مني الجهد، ثم أرسلني» فقال: اقرأ، فقلت:«ما أنا بقارئ، فأخذني فغطَّني الثالثة، ثـم أرسلني»، فقال: ﴿اقْرَأْ بِاسْمِ رَبِّكَ الَّذِي خَلَقَ ۝١﴾ [العلق:1]﴿خَلَقَ الْإِنْسَانَ مِنْ عَلَقٍ ۝٢﴾ [العلق:2]﴿اقْرَأْ وَرَبُّكَ الْأَكْرَمُ ۝٣﴾ [العلق:3]﴿الَّذِي عَلَّمَ بِالْقَلَمِ ۝٤﴾ [العلق:4]﴿عَلَّمَ الْإِنْسَانَ مَا لَمْ يَعْلَمْ ۝٥﴾ [العلق:5]، فأدرك محمد ﷺ أن عليه أن يعيد وراء جبريل هذه الكلمات، ورجع بها يرجف فؤاده، فدخل على زوجته خديجة، فقال:«زَمِّلُونى زملوني»، فزملوه حتى ذهب عنه الروع، فقال لزوجته خديجة:«ما لي؟» فأخبرها الخبر،«لقد خشيت على نفسي»، فقالت خديجة:«كلا، والله ما يخزيك الله أبداً، إنك لتصل الرحم، وتحمل الكل، وتكسب المعدوم، وتقري الضيف، وتعين على نوائب الحق»، فانطلقت به خديجة إلى ابن عمها ورقة بن نوفل وكان حبراً عالماً قد تنصر قبل الإسلام، وكان يكتب الكتاب العبراني، فيكتب من الإنجيل بالعبرانية، وكان شيخًا كبيراً فأخبره خبر ما رأى، فقال له ورقة:«هذا الناموس الذي أنزله الله على موسى«. وقد جاءه الوحي جبريل أخرى جالسا على كرسي بين السماء والأرض، ففر منه رعباً حتى هوى إلى الأرض، فذهب إلى زوجته خديجة فقال:«دثروني، دثروني، وصبوا علي ماءً بارداً»، فنزلت: ﴿يَا أَيُّهَا الْمُدَّثِّرُ ۝١﴾ [المدثر:1]﴿قُمْ فَأَنْذِرْ ۝٢﴾ [المدثر:2]﴿وَرَبَّكَ فَكَبِّرْ ۝٣﴾ [المدثر:3]﴿وَثِيَابَكَ فَطَهِّرْ ۝٤﴾ [المدثر:4]﴿وَالرُّجْزَ فَاهْجُرْ ۝٥﴾ [المدثر:5]، وهذه الآيات هي بداية رسالته ثم بدأ الوحي ينزل ويتتابع لمدة ثلاثة وعشرين عاماً حتى وفاته. وفي رواية وردت في طبقات ابن سعد وتاريخ الطبري وبلاغات البخاري؛ بعد وفاة ورقة بن نوفل كان الوحي يتقطع، فيصاب محمد بحالة إحباط وحزن شديدين حتى أنه يفكر في الانتحار بإلقاء نفسه من فوق قمم الجبال، لكنه كلما كان يصل لقمة جبل ليلقي نفسه كان يتبدى له جبريل ويقول له: «يا محمد، إنك رسول الله حقا» فيهدأ ويتراجع، لكنه كان يكررها كلما انقطع الوحي. لكن الرأي السني الذي يعتبر أن الانتحار محرم في الإسلام ينكر وقوع هذه الحادثة، حيث أنكر علماء الأزهر على هذه الرواية في كتابهم«حقائق الإسلام في مواجهة المشككين»، وذلك بسبب أن الواقدي عند علماء الحديث هو«متروك الحديث»، وثانيا فإن رواية الطبري فهي مردودة سندا ومتنا لاختلافها مع روايات أخرى، وثالثا ذكر هذه الواقعة قد ورد تحت ضمن بلاغات البخاري ما يعني أنها مجرد خبر بُلغ به وهو ما يعتبره العلماء ليس ضمن الأحاديث صحيحة السند أو المتن التي أخرجها البخاري في صحيحه. وهذا بالإضافة إن هذا البلاغ ليس موصولاً بالنبي محمد. رواية التفكير في الانتحار لتأخر الوحي لم تصح، والزيادة التي في البخاري لا تنسب للصحيح لأنها ليست على شرطه، وقد أثبتها البخاري أنها من قول الزهري لا غيره، فهي بلاغ مقطوع الإسناد لا يصح.

## أوائل المسلمين
ممن سبق إلى الإسلام خديجة بنت خويلد، وابن عمه علي بن أبي طالب وكان صبيا ابن عشر سنين يعيش في كفالة محمد ﷺ وأسلم بعد النبوة بسنة، جمع الرسول محمد ﷺ أهله وأقاربه وعرض عليهم الإسلام فلم يجبه إلا علي. ثم أسلم مولاه الصحابي زيد بن حارثة، وصديقه أبو بكر في أوائل أيام الدعوة. واستمرت الدعوة سراً لمدة ثلاث سنوات ثم نزل الوحي يكلف الرسول بإعلان الدعوة والجهر بها.

## موقف زعماء قريش
وفقا لابن سعد، لم تعارض قريش محمد في دعوته إلا بعد أن نزلت آيات في ذم الأصنام وعبادتها. في حين يتمسك مفسري القرآن وبعض كتاب السيرة بأن المعارضة تزامنت مع بدء الدعوة الجهرية للإسلام. كما مثلت زيادة عدد معتنقي الإسلام خطرا على نظام الحياة الدينية في مكة، مما يؤثر سلبا على القوة الاقتصادية لقريش التي تستمدها من حماية الكعبة وأصنامها وخدمة الحجيج وتوافدهم إلى المدينة، فكانت دعوة محمد ﷺ تشكل تهديدا بزوال سلطتهم. فقدم كبار تجار قريش على محمد عرضا بالتخلي عن دعوته -وفي رواية ابن سعد التوقف عن شتم آلهتهم- في مقابل مشاركته التجارة ودخوله ضمن صفوفهم، والزواج من بناتهم لبناء مركزه بينهم، بيد أنه رفض. فعرضوا عليه أن يعبد آلهتهم سنة ويعبدون الله سنة بحسب تاريخ الطبري، فأخبرهم أنه سينتظر أمر الله، فنزلت الآيات ﴿قل يأيها الكافرون، لا أعبد ما تعبدون﴾، كما نزلت الآيات: ﴿قل أفغير الله تأمروني أعبد أيها الجاهلون﴾ إلى الآية: ﴿بل الله فاعبد وكن من الشاكرين﴾.
لجؤوا بعد ذلك إلى تشويه صورته قصد إبعاد الناس عنه. فقالوا عن محمد ﷺ: أنه مصاب بنوع من الجنون، وقالوا: إن له جناً أو شيطاناً يتنزل عليه كما ينزل الجن والشياطين على الكهان، وقالوا شاعر، وقالوا ساحر، وكانوا يعملون للحيلولة بين الناس وبين سماعهم القرآن، ومعظم شبهاتهم دارت حول توحيد الله، ثم رسالته، ثم بعث الأموات ونشرهم وحشرهم يوم القيامة وقد رد القرآن على كل شبهة من شبهاتهم حول التوحيد. لكنهم لما رؤوا أن هذه الأساليب لم تجد نفعاً في إحباط الدعوة الإسلامية استشاروا فيما بينهم، وقرروا القيام بتعذيب المسلمين. فأخذ كل رئيس يعذب من دان من قبيلته بالإسلام، وتصدوا لمن يدخل الإسلام بالتعذيب والضرب والجلد والكي. حتى وصل الأمر إلى إيذاء محمد نفسه وضربوه ورجموه بالحجارة في مرات عديدة ووضعوا الشوك في طريقه.[بحاجة لمصدر]

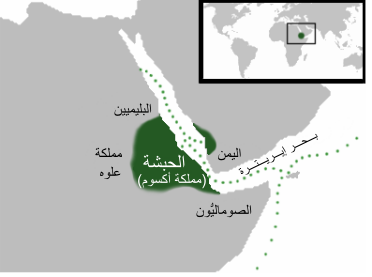
موقع مملكة الحبشة، وجهة أصحاب محمد للهجرة هربا من الاضطهاد

لما اشتد البلاء على المسلمين أخبرهم الرسول محمد ﷺ أن الله أذن لهم بالهجرة إلى الحبشة في عام 615م، فخرج الصحابي عثمان بن عفان ومعه زوجته رقية بنت محمد، وخرج الصحابي أبو حاطب بن عمرو ثم خرج الصحابي جعفر بن أبي طالب فكانوا قرابة 80 رجلاً.
يقول الطبري أن محمداً ﷺ «كان حريصا على صلاح قومه محبا لمقاربتهم، وشق عليه مقاطعة قومه له وإعراضهم عنه»، وقد نقل الطبري رواية عن ابن حميد عن سلمة عن محمد بن كعب القرظي قيل فيها:«أن النبي محمد تمنى أن ينزل الله عليه ما يقرب بينه وبين قومه، فكان يوما يصلي بالمسلمين بسورة النجم، فلما انتهى إلى: ﴿أَفَرَأَيْتُمُ اللَّاتَ وَالْعُزَّى ۝١٩﴾ [النجم:19] ﴿وَمَنَاةَ الثَّالِثَةَ الْأُخْرَى ۝٢٠﴾ [النجم:20] ألقى الشيطان على لسانه -أو ألقاها الشيطان بنفسه على مسامع الكفار حسب تفسير ابن كثير والقرطبي- كلمات وهي: «تلك الغرانيق العلا وإن شافعتهن لترتجى»، حتى أتم السورة ثم سجد فسجد معه المسلمين وكل من كان في المسجد من قريش وكل من سمع بذلك». وتقول الرواية أن محمد ﷺ قام بالتراجع لاحقا عن ذلك الجزء وحزن وخاف خوفا شديدا من الله لكنه عفا عنه وأنزل عليه الآيات: ﴿وَمَا أَرْسَلْنَا مِنْ قَبْلِكَ مِنْ رَسُولٍ وَلَا نَبِيٍّ إِلَّا إِذَا تَمَنَّى أَلْقَى الشَّيْطَانُ فِي أُمْنِيَّتِهِ فَيَنْسَخُ اللَّهُ مَا يُلْقِي الشَّيْطَانُ ثُمَّ يُحْكِمُ اللَّهُ آيَاتِهِ وَاللَّهُ عَلِيمٌ حَكِيمٌ ۝٥٢﴾ [الحج:52]. وتعرف تلك الحادثة بقصة الغرانيق، التي ذكرها بعض المؤرخين مثل ابن سعد والطبري وابن الأثير وابن المطهر. إلا أن الرواية المذكورة في صحيح البخاري:ج2/ص32 بدون ذكر حادثة الغرانيق،: «عن عبد الله قال قرأ النبي النجم بمكة فسجد فيها وسجد من معه، غير شيخ أخذ كفاً من حصى أو تراب ورفعه إلى جبهته وقال يكفيني هذا، فرأيته بعد ذلك قتل كافراً»، وهي الرواية التي أيدها وابن كثير الذي اعتبر قصة الغرانيق مرسلة وسندها غير صحيح. ويوافقه في ذلك الرأي السني الرسمي الذي يعتبرها قصة مكذوبة من وضع الزنادقة وقد ذكر أخرون سبب أخر لسجود المشركين غير قصة الغرانيق مثل الآلوسي الذي قال أن سجودهم لم يكن لمدح ألهتهم ولكن لدهشة أصابتهم وخوف اعتراهم عند سماع السورة وهى فيها ذكر كيف أهلك الله الأقوام السابقة لتكذيبهم أنبيائهم مثل قوم عاد وثمود ونوح ومن شدة الأيات وخوفهم استشعروا أن يحدث ذلك معهم فلما رأوا المسلمين يسجدون ظنوا أن الهلاك سيحل بهم فسجدوا خوفا من ذلك، وصلت الأخبار للمسلمين بالحبشة أن قريشاً قد أسلموا -نظرا لسجودهم-، فقدم مكة منهم جماعة فوجدوا الاضطهاد مستمرا فمكثوا بمكة إلى أن هاجروا إلى المدينة.

### مقاطعة قريش للمسلمين
لما انتشر الإسلام وذاع، اتفق زعماء قريش على مقاطعة بني هاشم وبني المطلب ابني عبد مناف فلا يبايعوهم ولا يناكحوهم ولا يكلموهم ولا يجالسوهم حتى يسلموا إليهم محمد ﷺ، وكتبوا بذلك صحيفة وعلقوها في سقف الكعبة. فانحاز إلى الشعب بنو هاشم وبنو المطلب مسلمين كانوا أو غير مسلمين إلا أبا لهب فإنه ظاهر قريش. استمرت المقاطعة قرابة ثلاث سنوات فلم يقربهم أحد في الشِعب. ثم سعى في نقض تلك الصحيفة أقوام من قريش فكان القائم في أمر ذلك هشام بن عمرو فأجابته قريش، وأخبرهم محمد ﷺ أن الله قد أرسل على تلك الصحيفة الأكلة فأكلت جميع ما فيها إلا المواضع التي ذكر فيها الله.

### عام الحزن

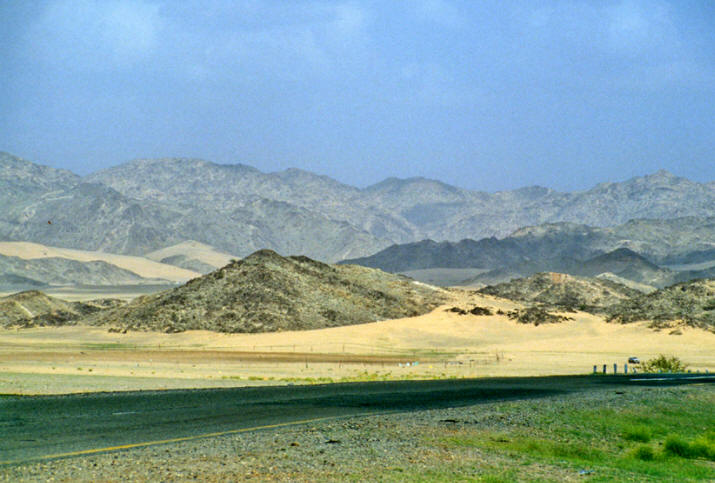
جبال مدينة الطائف

توفي كل من زوجته خديجة وعمه أبو طالب -أكبر مؤيدي ومساندي محمد- في عام 619 م فسُمٍّي بعام الحزن. فتولى أبو لهب قيادة بني هاشم من بعد أبي طالب، وبعدها انحسرت حماية بني هاشم لمحمد ﷺ وازداد أذى قريش له. مما دفعه للخروج إلى الطائف ليدعوهم آملاً أن يؤوه وينصروه على قومه، لكنهم آذوه ورموه بالحجارة ورفضوا دعوته ولم يسلم إلا الطفيل بن عمرو الدوسي (الذي دعا قومه فأسلم بعضهم وأقام في بلاده حتى فتح خيبر ثم قدم بهم في نحو من ثمانين بيتاً). عاد محمد إلى مكة تحت حماية المطعم بن عدي. وفقاً للمعتقد الإسلامي فإن الملائكة عرضت على النبي محمد ﷺ أن يهلكوا أهل الطائف إلا أنه رفض وقال: «عسى أن يخرج من أصلابهم أقوام يقولون ربنا الله».

## هوامش ومصادر
1. ↑  نسخة على موقع جوجل للكتب نسخة محفوظة 16 فبراير 2016 على موقع واي باك مشين.
2. 1 2 3 4 5  Aḥmad Muḥammad (2019). Muqtaṭafāt min hady al-Nubuwwah al-Muḥammadīyah (ط. al-Ṭabʻah al-ūlá). ʻAmmān. ISBN:978-9957-65-133-6. OCLC:1100055897. مؤرشف من الأصل في 2022-12-01. {{استشهاد بكتاب}}: الوسيط |مؤلف1= و|مؤلف= تكرر أكثر من مرة (مساعدة)صيانة الاستشهاد: مكان بدون ناشر (link)
3. ↑  الرحيق المختوم لصفي الرحمن المباركي. دار المؤيد ص:65
4. 1 2 3  الفصول في اختصار سيرة الرسول لأبو الفداء إسماعيل بن كثير نسخة محفوظة 06 سبتمبر 2016 على موقع واي باك مشين.
5. ↑  انظر المراجع:
 Emory C. Bogle (1998), p.7
Razwy (1996), ch. 9
Rodinson (2002), p. 71.
6. ↑  صحيح البخاري، كتاب التعبير، باب: أول ما بدئ به رسول الله صلى الله عليه وسلم من الوحي الرؤيا الصالحة. الصفحة أو الرقم: 6982 [وصلة مكسورة] نسخة محفوظة 10 أبريل 2020 على موقع واي باك مشين.
7. ↑  "إسلام أونلاين شبهات وردود"شبهة اتهام الرسول بمحاولة الانتحار! نسخة محفوظة 30 سبتمبر 2010 على موقع واي باك مشين.
8. ↑  مجموعة روايات أخرى للحديث كلها يؤكد عدم صحة القصة لا سنداً ولا متناً. نسخة محفوظة 24 أغسطس 2011 على موقع واي باك مشين.
9. ↑  البداية والنهاية لإبن كثير (3/25)نقلا عن تاريخ الطبري (2/214) نقلا عن الواقدي بقوله: وأجمع أصحابنا أن عليا أسلم بعدما تنبأ الرسول بسنة
10. ↑  حديث يوم الدار نسخة محفوظة 12 يونيو 2013 على موقع واي باك مشين.
11. ↑  الطبقات الكبرى لابن سعد. ذكر دعاء رسول الله الناس إلى الإسلام. نسخة محفوظة 18 سبتمبر 2003 على موقع واي باك مشين.
12. ↑  Uri Rubin, Quraysh, Encyclopaedia of the Qur'an
13. ↑  Watt, The Cambridge History of Islam (1977), p. 36.
14. 1 2  Alford Welch, Muhammad, Encyclopedia of Islam
15. ↑  تاريخ الرسل والملوك لمحمد بن جرير الطبري أبو جعفر، الناشر : دار الكتب العلمية - بيروت. الطبعة الأولى، 1407 نسخة محفوظة 11 يناير 2015 على موقع واي باك مشين.
16. ↑  أنظر المراجع:
  - تاريخ الرسل والملوك نسخة محفوظة 5 مارس 2009 على موقع واي باك مشين.
  - مختصر سيرة الرسول نسخة محفوظة 27 يوليو 2011 على موقع واي باك مشين.
  - البدء والتاريخ نسخة محفوظة 19 أكتوبر 2008 على موقع واي باك مشين.
  - الطبقات الكبرى
  - الكامل في التاريخ نسخة محفوظة 27 يوليو 2011 على موقع واي باك مشين.
17. ↑  البداية والنهاية لابن كثير نسخة محفوظة 24 مارس 2017 على موقع واي باك مشين.
18. ↑  تفسير سورة الحج - آية 52، تفسير ابن كثير نسخة محفوظة 25 سبتمبر 2016 على موقع واي باك مشين.
19. ↑  قصة الغرانيق المكذوبة، موقع الحقيقة [وصلة مكسورة] نسخة محفوظة 26 يونيو 2015 على موقع واي باك مشين.
20. ↑  نصب المجانيق لنسف قصة الغرانيق، لناصر الدين الألباني نسخة محفوظة 17 أغسطس 2017 على موقع واي باك مشين.
21. ↑  سبب سجود المشركين مع المسلمين - سورة الحج آية55، روح المعاني، الآلوسي نسخة محفوظة 26 سبتمبر 2016 على موقع واي باك مشين.
22. ↑  الطبقات الكبرى لابن سعد. ذكر سبب رجوع أصحاب النبي ﷺ من أرض الحبشة "نسخة مؤرشفة". مؤرشف من الأصل في 2003-09-18. اطلع عليه بتاريخ 2009-11-18.{{استشهاد ويب}}:  صيانة الاستشهاد: BOT: original URL status unknown (link)
23. ↑  Moojan Momen (1985), p. 4
24. ↑  مسلم بن الحجاج. صحيح مسلم. {{استشهاد بكتاب}}: |عمل= تُجوهل (مساعدة)